# تیسااوی‌واروش
تیسااوی‌واروش(به مجاری: Tiszaújváros) در بورشود-آبااوی-زمپلن در کشور مجارستان واقع شده‌است. جمعیت این شهر ۱۶٫۹۲۷ نفر  است.

## نگارخانه

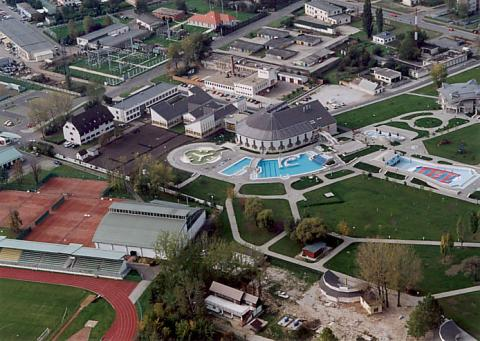
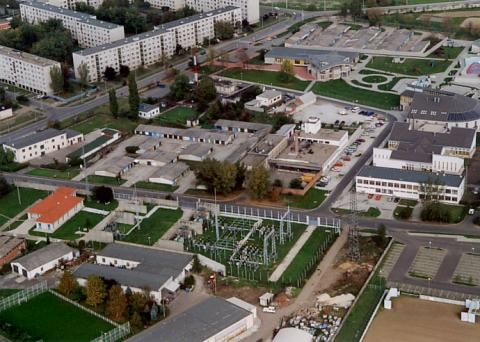
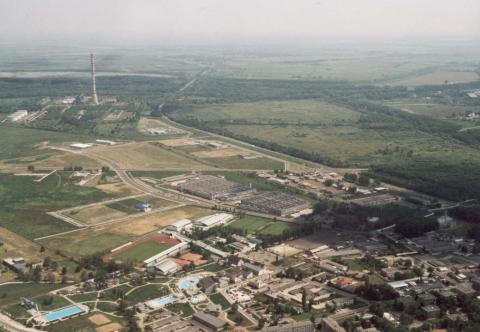